# Transports à Djibouti

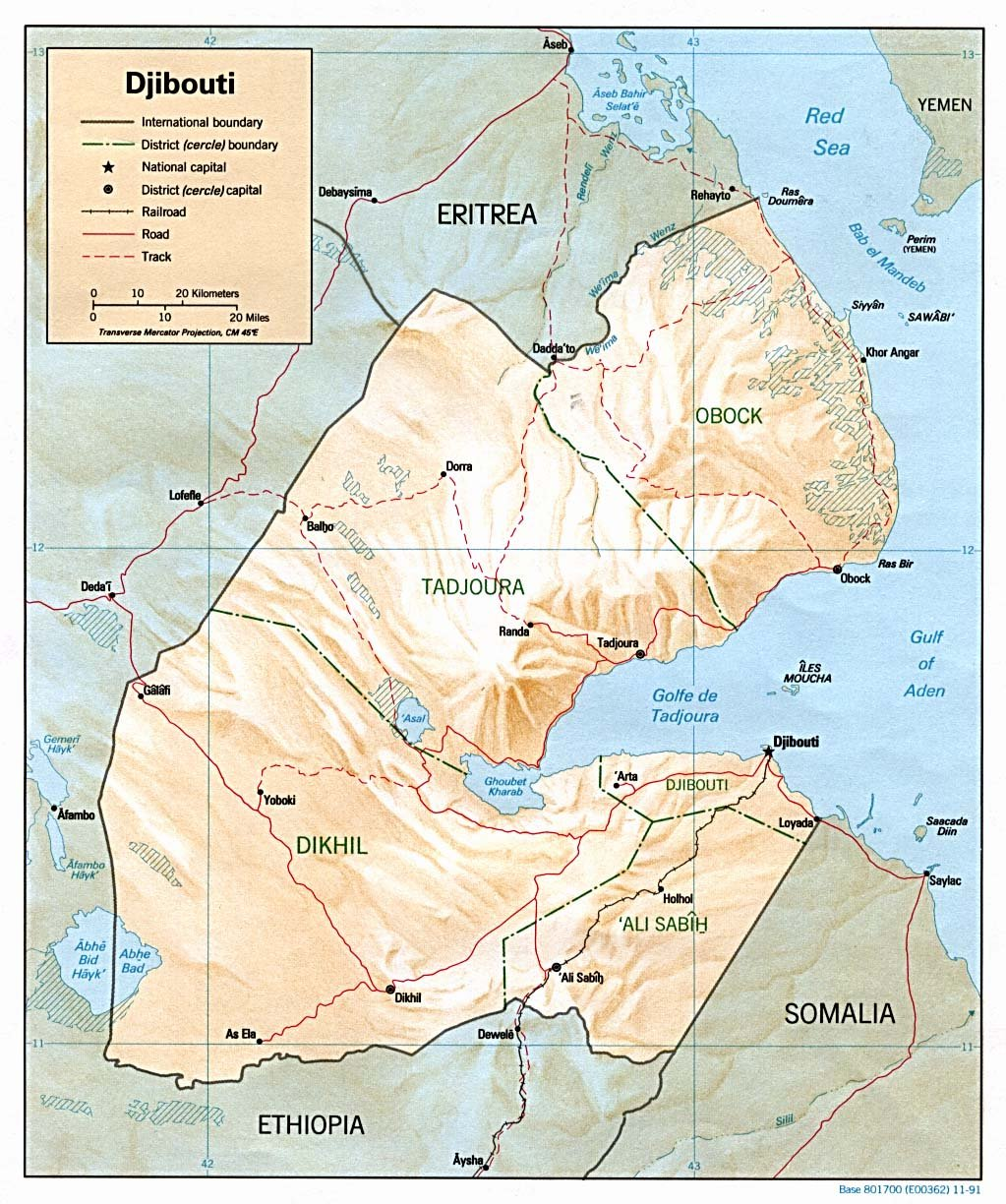
Carte de Djibouti avec routes et voies de chemin de fer (1991)

Cet article traite des moyens de transport à Djibouti, qu'ils soient ferroviaires, routiers, maritimes ou aériens.

## Transport ferroviaire
La longueur totale du réseau ferroviaire djiboutien est de 106 km. Il s'agit d'une portion du chemin de fer djibouto-éthiopien (CDE), pour une longueur totale de la ligne de 784 km. 
Djibouti et l'Éthiopie projettent de revitaliser cette ligne inaugurée en 1917 pour relier leurs deux capitales et envisagent de la concéder à un groupe privé pour la moderniser et améliorer son exploitation.
Par ailleurs le ministère de l’Équipement et des Transports de la république de Djibouti et la société d’ingénierie ferroviaire Systra, ont signé le 2 avril 2008 un accord en vue de la réalisation d'une étude de faisabilité pour une bretelle ferroviaire de 11 km qui relierait le nouveau port de Doraleh à la voie ferrée existante. Cette étude est intégralement financée par l'Agence française de développement.
À la suite de cette étude, un protocole d'accord a été signé entre le Gouvernement Djiboutien et un groupe chinois « China Railway International » qui réalisera la bretelle d'interconnexion pour un cout estimé à 36,31 millions de dollars US avec un délai d’exécution de 24 mois à compter du paiement de l’avance qui va permettre le démarrage des travaux.
Il a été question que ce soit la firme indienne Overseas Infrastructure Alliance Private Limited (OIA) qui se charge de la remise à niveau de cet axe ferroviaire important entre les deux pays.
En 2013, commence la construction d'une nouvelle ligne de chemin de fer, électrifiée, qui rejoindra la nouvelle ligne en construction en Éthiopie jusqu'à Addis Abeba. Cette ligne est financée par un prêt de 600 millions de dollars obtenu auprès de la Banque chinoise d'export et d'import, et construite par la  China Civil Engineering Construction Corporation (CCECC).

## Transport routier

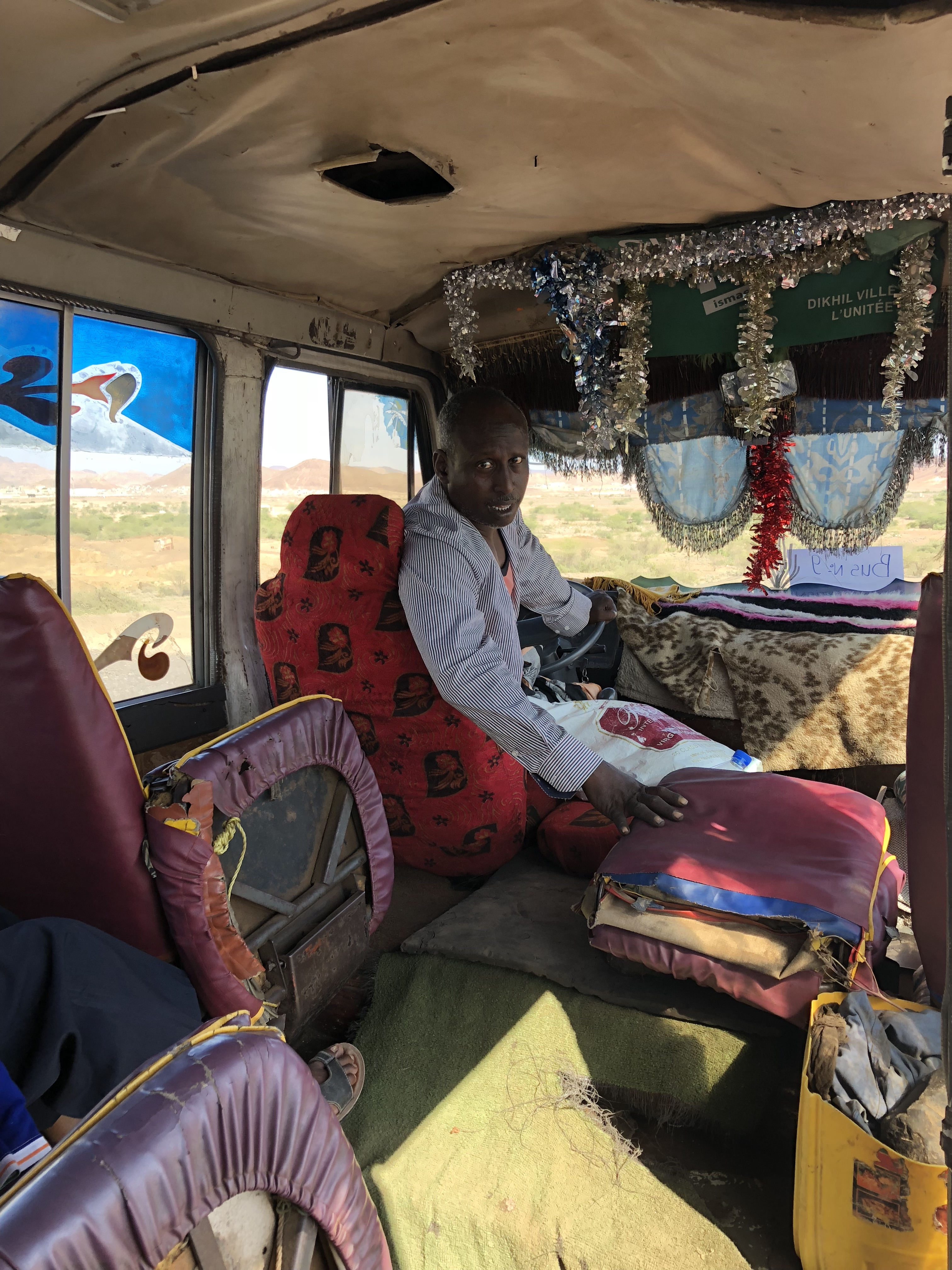
Transport routier public.

La longueur totale du réseau routier est de 2890 km, dont 364 km de routes goudronnées et 2526 km de piste non revêtues en 1996.

## Transport maritime

### Ports
Le port de Djibouti fourni la principale activité économique du pays. Les recettes portuaires assurent 25 % des ressources de l'État. Il a été étendu en 2002 avec la construction du port pétrolier et de conteneurs de Doraleh.
Le port de Djibouti est le principal débouché maritime de l'Éthiopie, pays enclavé depuis l'indépendance de l'Érythrée en 1993. 90 % du trafic se fait par voie routière.

### Marine marchande
Total : 1 navire totalisant 1369 tonneaux de jauge brute (3030 tonnes de port en lourd).
Navires par catégories : cargos 1

## Transport aérien

### Aéroports
Nombre d'aéroports à Djibouti : 12 (1999).
À pistes revêtues :
- total : 2,

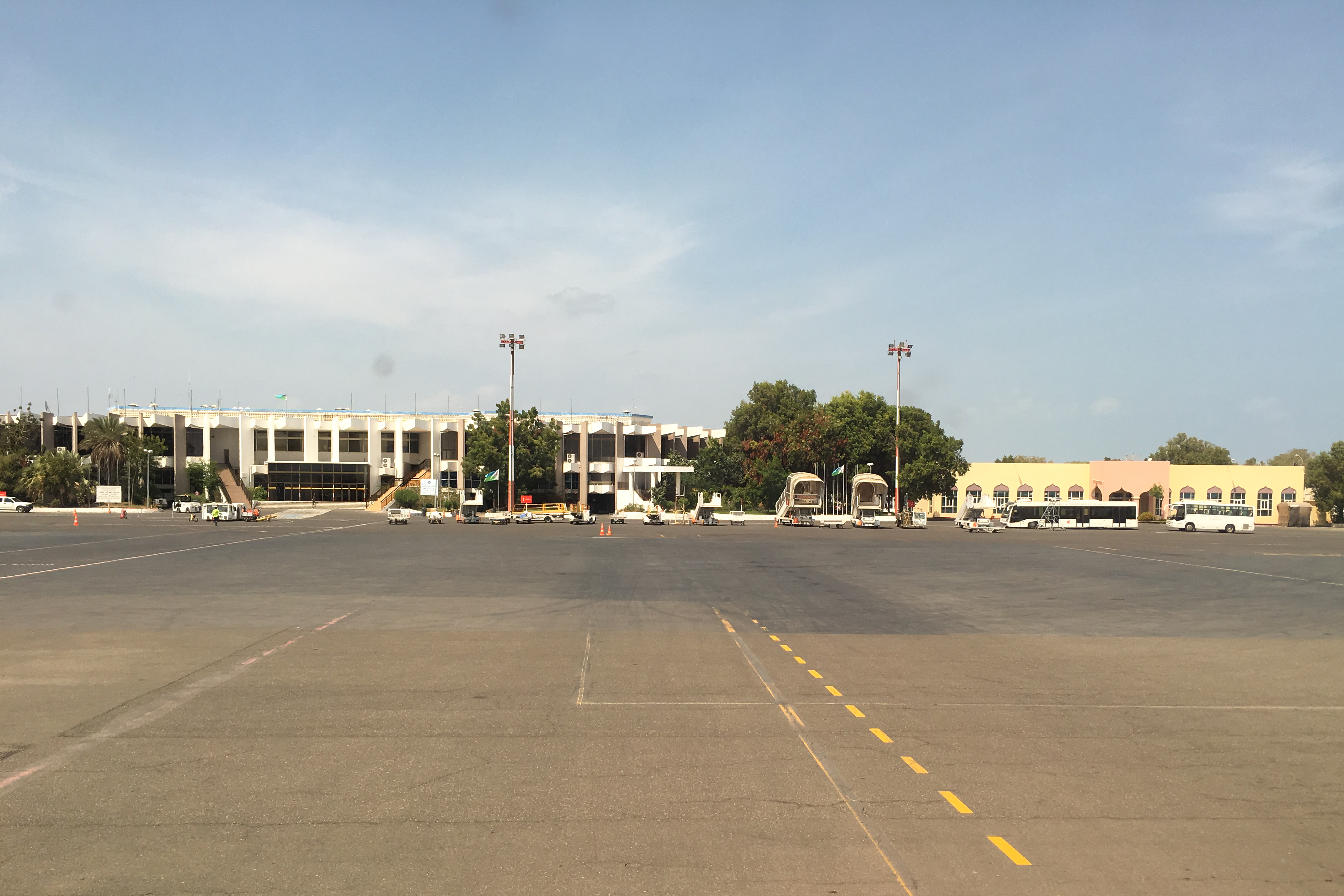
Aéroport international Ambouli de Djibouti;

- de plus de 3000 m : 1, l'aéroport international Ambouli de Djibouti.
- de 2500 à 3000 m : 1.

À pistes non revêtues :
- total : 10 (1999),
- de 1500 à 2500 m : 2,
- de 1000 à 1500 m : 5,
- de moins de 1000 m : 3.

Compagnie aérienne nationale : Air Djibouti.